# ぽこぽこ軍将2 -いっつ・あ・りある・わ〜るど-
『ぽこぽこ軍将2 -いっつ・あ・りある・わ〜るど-』（ぽこぽこぐんしょう2 いっつ・あ・りある・わーるど）は、2002年3月29日に株式会社ジャム・クリエーションのアダルトゲームブランド・ainos（アイノス）より発売されたアダルトゲーム。

## 概要
ainosの第4作。第2作『ぽこぽこ軍将 棚からこぼれたストーリー』の続編であり、セックスシーンにJ.C.STAFF制作のアニメを導入した作りやゲームシステムは同様だが、後者については軍人将棋（軍将）の盤の広さや駒の数が2倍に変更されるなど、難易度はやや向上している。また、対戦に負けると、樹の代わりに梢が対戦相手に不本意なセックスをさせられるようになった。

## あらすじ
かつて、主人公の倉沢樹は謎の宇宙人のテンとシバに洗脳されて彼らの手伝いをさせられていたが、何とか現実の世界へ帰還していた。しかし、樹の頭の中は今でも、「軍将で勝つと相手の美少女や美女とのセックスが可能」と洗脳されたまま。そして今、樹は現実の世界を行く街の美少女や美女へ、新たな軍将の勝負を挑む。

## 登場人物
樹、梢、佳乃子に関しては、前作『ぽこぽこ軍将 棚からこぼれたストーリー』も参照。
倉沢 樹（くらさわ いつき）
主人公。前作から引き続き登場。
榊 梢（さかき こずえ）
樹の幼馴染。前作から引き続き登場。本作では、髪の色が青寄りに変更されている。
藤崎 佳乃子（ふじさき かのこ）
樹の友人の継母。前作から引き続き登場。本作では、髪の色が紫寄りに変更されている。
蕗石 望（ふきいし のぞみ）
弁護士を目指す、茶髪の凛とした眼鏡女性。持ち前の正義感から、樹に勝負を挑む。
咲坂 円（さきさか つぶら）
世間知らずで、緑の巻き髪を垂らしたお嬢様。好奇心から、ボディーガード付きの自宅をメイド達と共に抜け出したところ、街で樹と出会う。
片岡 由利（かたおか ゆり）
清純派グラビアアイドル。かつて肥満体形だったとは思えないほど、今では均整の取れた容姿で人気を集めている。樹とは同級生だった過去を持っており、ラブレターを出したこともある。
大波 さやか（おおなみ さやか）
『eye's ONLY その輝きは眩しさに満ちて』からのゲスト。同人誌即売会会場で対戦型格闘ゲームのヒロインのコスプレ中に樹と出会い、挑戦を受ける。本作では、肌の色が他のヒロイン達とほぼ同じものに変更されている。

## スタッフ
- キャラクターデザイン、原画 - まきまきなると
- アニメーション制作 - J.C.STAFF
- 開発 - ゆい工房
- 制作、販売 - 株式会社ジャム・クリエーション

## 関連商品
ぽこぽこ軍将2 -いっつ・あ・りある・わ〜るど- オリジナルサウンドトラック&ドラマアルバム
2002年5月22日発売。本作のBGM全曲とミニドラマを収録したアルバム。ファーストディストリビューションが販売を担当。